# Naat
Naat (persiska: نعت) är poesi som speciellt prisar den islamiska profeten Muhammed. Det är den islamiska motsvarigheten till hymner, psalmer eller bhajan. Många kända skriftlärda i islams tidiga dagar skrev Naat. Personer som reciterar Naat kallas Naat-Khuwan eller Sana-Khuwan.